# Termo ekspanzioni ventil
Termo ekspanzioni ventil (često skraćeno TEV, TXV) je komponenta u rashladni sistem ili u sistemima za klimatizacija koja kontroliše protok rashladnog medija u isparivač, kontrolišući pregrevanje na izlasku iz isparivač. Termo eksapnzioni ventili se često klasifikuju kao regulacioni uređaji.

## Opis
Kontrola protoka, ili regulacija rashladnog medija se vrši upotrebom temperaturno osetljivog mehura, napunjenog sličnim gasom koji se nalazi u rashladnom sistemu, a koji otvara ventil suprotno od dejstva opruge u kućištu ventila, u momentu kada se temperatura na mehuru povećava. Kako se temperatura usisne linije smanjuje, a samim tim i pritisak u mehuru, smanjuje se i pritisak na oprugu, što utiče da se ventil zatvara. Klimatizacioni sistemi sa termo ekspanzionim ventilima su često efikasniji od onih koji ga ne koriste..
Termo ekspanzioni ventil je ključna komponenta toplotna pumpa, i ciklusa na kome se zasniva klimatizacija i rashladni sistemi. Osnovni rashladni ciklus se sastoji od četiri rashladna elementa: kompresor, kondenzator, regulacionog uređaja i isparivača. Dok rashladni medij cirkuliše kroz ciklus ova četiri elementa, klimatizacija se dešava. Ciklus počinje kada rashladni medij uđe u kompresor pri niskom pritisku i umerenoj temperaturi u gasovitom stanju. Rashladni medij se komprimuje u stanje visokog pritiska i visoke temperature. Pregrejani gas visokog pritiska ulazi u kondenzator. Kondenzator pretvara pregerejani gas u tečnost visokog pritiska, tako što toplotu iz gasa prenosi na medij niže temperature, najčešće na spoljašnji vazduh. 
Tečnost visokog pritiska zatim ulazi u ekspanzioni ventil koji propušta deo po deo rashladnog medija u isparivač. Kako bi obezbedili da se fluid više temperature hladi, protok rashladnog medija u isparivač uvek mora biti ograničen, tako da se održava nizak nivo pritiska u isparivaču, koji obezbeđuje ekspanziju rashladnog medija nazad u gasovito stanje. Ekspanzioni ventil je opremljen mehurom koji je postavljen na usisnu liniju rashladnog sistema. Pritisak gasa u mehuru obezbeđuje silu za otvaranje TXVa, što dalje podešava protok rashladnog medija i pregrevanje.

## Funkcija u rashladnom ciklusu
Ekspanzioni ventili su uređaji za regulaciju protoka, a koji izazivaju pad pritiska rashladnog fluida. Igla ventila ostaje u otvorenom položaju tokom stacionarnog rada. Veličina otvora na ventilu ili pozicija igla je vezana za pritisak i temperaturu isparivača.
Postoje tri glavna dela ekspanzionog ventila koji regulišu poziciju igle. Mehur na postavljen na izlaz iz isparivača prati promenu  njegove temperature. Promena temperature izaziva promenu pritiska na membranu. Postoji i opruga koja ostvaruje konstantan pritisak zatvaranja igle ventila. Pritisak opruge se može podesiti da uveća ili umanji pritisak, u zavisnosti od temperaturnih zahteva. 

## Tipovi termo ekspanzionih ventila
Postoje dva glavna tipa termo ekspanzionih ventila sa unutrašnjom ili spoljašnjom egalizacijom. Razlika između ove dve vrste ventila ogleda se u tome kako pritisak isparivača utiče na poziciju igle ventila. Kod unutrašnje egalizovanih ventila pritisak isparivača koji deluje na membranu je pritisak na ulazu u isparivač,  dok je kod spoljašnje egalizovanih ventila pritisak koji deluje na membranu je pritisak na izasku iz isparivača. Spoljašnje egalizovani ekspanzioni ventili kompenzuju pad pritiska kroz isparivač. Unutrašnje egalizovani ventili se mogu koristiti na isparivačima sa malim padom pritiska, dok se spoljaašnje egalizovani ventili moraju koristit za velike isparivače sa distributerima rashladnih medija.